# Transamund II
Trasimund II o Transamund II fou duc longobard de Spoleto del 724 al 745.
El 724 va enderrocar al seu pare Faroald II al que va tancar a un monestir i el va fer tonsurar (amb el que quedava inhabilitat per regnar) i va assolir el poder.
El 737 o 738 va ocupar Gallese, tallant la comunicació entre Roma i Ravenna. El Papa Gregori III va oferir un pagament pel retorn de la ciutat i un tractat general de pau amb el duc. En el tractat va intervenir també el duc de Benevent Gregori. Però el rei longobard Luitprand va rebutjar el tractat i va atacar a Transamund II com a traïdor. El 16 de juny del 739 el rei va entrar a Spoleto on va nomenar duc a Hilderic. El duc deposat va fugir a Roma on fou acollit pel Papa i el rei Liutprand va anar fins a la ciutat per assetjar-lo i es va apoderar d'Amelia, Orte, Bomarzo, i Bieda, però el Papa no va voler entregar al seu aliat. El Papa va demanar ajut als francs, però Carles Martell no li va respondre.
El desembre del 740, Transamund va assassinar Hilderic i va recuperar el seu ducat amb ajut del Papa i de Benevent, però com que no va retornar les ciutats que el rei longobard havia ocupat (i incorporat al ducat) l'aliança amb el Papa es va trencar.
El rei longobard no va reconèixer Transamund i es va disposar a envair el ducat per segona vegada. El 742 Luitprand es va entrevistar amb el Papa Zacaries I, successor de Gregori III, i li va prometre la restitució de les quatre ciutats a canvi de la seva ajuda contra el duc rebel. Transamund fou així fàcilment enderrocat per les tropes reials, i tancat a un monestir, i el ducat fou confiat a Agiprand, nebot del rei. Godescalc de Benevent, successor de Gregori, que no tenia l'aprovació del rei longobard i havia donat suport a Transamund, fou el següent objectiu.
Quan Luitprand va morir (744), Transamund va sortir del monestir i es va presentar a Spoleto on fou reconegut duc. Va morir a l'any següent (745) i el va succeir Llop de Spoleto (Lupus).